# 3156 Ellington
3156 Ellington este un asteroid din centura principală, descoperit pe 15 martie 1953 de Alfred Schmitt.